# Воля-Вйонзова
Воля-Вйонзова (пол. Wola Wiązowa) — село в Польщі, у гміні Русець Белхатовського повіту Лодзинського воєводства.
Населення — 419 осіб (2011).
У 1975-1998 роках село належало до Серадзького воєводства.

## Демографія
Демографічна структура станом на 31 березня 2011 року:
|          | Загалом | Допрацездатний вік | Працездатний вік | Постпрацездатний вік |
| -------- | ------- | ------------------ | ---------------- | -------------------- |
| Чоловіки | 209     | 43                 | 142              | 24                   |
| Жінки    | 210     | 31                 | 124              | 55                   |
| Разом    | 419     | 74                 | 266              | 79                   |